# Silla (Saaremaa)
Silla is een plaats in de Estlandse gemeente Saaremaa, provincie Saaremaa. De plaats heeft de status van dorp (Estisch: küla) en telt 32 inwoners (2021).
De plaats viel tot in oktober 2017 onder de gemeente Mustjala. In die maand werd Mustjala bij de gemeente Saaremaa gevoegd, een fusiegemeente van de twaalf gemeenten op het eiland Saaremaa.

## Geschiedenis
Silla werd voor het eerst genoemd in 1798 als nederzetting op het landgoed van Mustjala.
In 1977 werd Silla bij Mustjala gevoegd. In 1997 werd het weer een zelfstandig dorp.